# Hamnön
Hamnön est une île de l’archipel de Luleå en Suède,,.

## Présentation
Hamnön est une zone avec des fonds peu profonds et des prairies ou l'on trouve une grande diversité d'espèces. Il s'agit entre autres d'une espèce de roseau rare dans la région et de la plante potamot à feuilles mucronées, découverte dans le cadre de l'inventaire de la flore de Norrbotten. 
Au-dessus de la prairie il y a une forêt de feuillus, et une forêt de conifères. 
Dans la zone, il y a un des petits étangs qui constituent d'excellents sites de nidification pour des oiseaux tels que les petits plongeons catmarins et les grèbes jougris. 
Le lieu possède plusieurs vestiges culturels et historiques. 
L'île entière était autrefois une zone de protection côtière étendue.